# Shaka
Shaka (Tshaka, Tchaka eller Chaka; født ca. 1787 – død ca. 22. september 1828) anses  for at have ændret Zulu-stammen fra en lille klan til en nation, som havde magten over det sydlige Afrika mellem floderne Phongolo og Mzimkhulu.
Hans destruktive militære metoder er omtalt: En artikel i Encyclopædia Britannica (Macropaedia-artiklen "Shaka" fra 1974-udgaven) omtaler ham som et militærgeni på grund af hans reformer og innovationer. Andre kilder har en mere beskeden omtale af ham. Ikke desto mindre anses han – på grund af sit statsmandskab og sine diplomatiske evner til at samle naboer og regere gennem andre – for at være en af de største Zulu-høvdinge.